# جي بي مارسيل كينت 2016
جي بي مارسيل كينت 2016 (بالفرنسية: Grand Prix Marcel Kint 2016)‏ هو سباق دراجات هوائية، وهو الموسم رقم 86 من نفس السباق، وأقيم في 12 سبتمبر 2016، وامتدّ لمسافة 168.6 كيلومتر، وهو أحد سباقات طواف أوروبا للدراجات 2016.

## الفرق
| فرق قارية محترفة (3)- دراباك 2016 ‏ - سبورت فلاندرين بالويس 2016 ‏ - Wanty-Groupe Gobert فرق قارية (15)- Alecto Cycling Team ‏ - Team Metalced ‏ - Bingoal WB Devo Team ‏ - Delta Cycling Rotterdam ‏ - Leopard TOGT Pro Cycling ‏ - Massi-Kuwait Project - ميتك-تي كي إتش مانتيل 2016 ‏ - SEG Racing Academy ‏ - ستارت سايكلنج تيم ‏ - سوبرانو هام ايزوريكس ‏ - Team3M ‏ - Team Differdange–Geba ‏ - Team Illuminate (men's team) ‏ - Veranclassic–Ago ‏ - بنجوال باوليز ساوكس دبليو بي ‏ فريق نادي الدراجات- Lotto–Dstny Development Team ‏ |  |
| |  |

## التصنيف العام النهائي
| \| التصنيف العام \| التصنيف العام \| التصنيف العام \| التصنيف العام \| التصنيف العام \| \| العداء \| العداء \| الفريق \| الوقت \| \| \| ------------- \| --------------------------------- \| ------------------------------------ \| ------------- \| ------------- \| \| 1 \| Jan-Willem van Schip [الإنجليزية]‏ \| Delta Cycling Rotterdam [الإنجليزية]‏ \| 3 س 44 د 12 ث \| \| \| 2 \| Michiel Dieleman [لغات أخرى]‏ \| Team Metalced [الإنجليزية]‏ \| + 2 ث \| \| \| 3 \| Emiel Vermeulen [الإنجليزية]‏ \| Team3M [الإنجليزية]‏ \| + 11 ث \| \| \| 4 \| أموري كابيو \| سبورت فلاندرين بالويس [الإنجليزية]‏ \| + 11 ث \| \| \| 5 \| Taco van der Hoorn [الإنجليزية]‏ \| Delta Cycling Rotterdam [الإنجليزية]‏ \| + 11 ث \| \| |                       |                          |               |  |
| |                       |                          |               |  |
| مصدر: ProCyclingStats |                       |                          |               |  |
| التصنيف العام |                       |                          |               |  |
| العداء | العداء                | الفريق                   | الوقت         |  |
| 1 | Jan-Willem van Schip ‏ | Delta Cycling Rotterdam ‏ | 3 س 44 د 12 ث |  |
| 2 | Michiel Dieleman ‏     | Team Metalced ‏           | + 2 ث         |  |
| 3 | Emiel Vermeulen ‏      | Team3M ‏                  | + 11 ث        |  |
| 4 | أموري كابيو           | سبورت فلاندرين بالويس ‏   | + 11 ث        |  |
| 5 | Taco van der Hoorn ‏   | Delta Cycling Rotterdam ‏ | + 11 ث        |  |

## وصلات خارجية
- جي بي مارسيل كينت 2016 على موقع إحصائيات الدراجات الإحترافية (الإنجليزية)